# Oopristus erganicus
Oopristus erganicus is een vliesvleugelig insect uit de familie Torymidae. De wetenschappelijke naam is voor het eerst geldig gepubliceerd in 2010 door Tarla & Doganlar.